# Чемпионат мира по хоккею с мячом среди женщин 2004
1-й Чемпионат мира по хоккею с мячом среди женщин прошёл в Финляндии в городе Лаппеэнранта с 18 по 22 февраля 2004 года.
В чемпионате мира участвовало 5 команд, которые сыграли групповой турнир в один круг. Лучшие 4 команды вышли в полуфинал. Все матчи состояли из двух таймов по 30 минут, финальный матч был два тайма по 45 минут. Чемпионом мира стала сборная Швеции, выиграв все 6 свои матчей с разницей голов 52:0.

## Результаты

### Групповой турнир
| Место | Сборная   | И | В | Н | П | М       | +/- | Очки |
| ----- | --------- | - | - | - | - | ------- | --- | ---- |
| 1     | Швеция    | 4 | 4 | 0 | 0 | 28 — 0  | +28 | 8    |
| 2     | Россия    | 4 | 3 | 0 | 1 | 22 — 13 | +9  | 6    |
| 3     | Финляндия | 4 | 2 | 0 | 2 | 24 — 12 | +12 | 4    |
| 4     | Норвегия  | 4 | 1 | 0 | 3 | 6 — 27  | −21 | 2    |
| 5     | США       | 4 | 0 | 0 | 4 | 3 — 31  | −28 | 0    |

### Результаты матчей
| Дата       | Участники матча      | Результат |
| ---------- | -------------------- | --------- |
| 18 февраля | Швеция — Россия      | 9 — 0     |
| 18 февраля | Финляндия — США      | 9 — 1     |
| 19 февраля | Россия — Норвегия    | 9 — 0     |
| 19 февраля | Финляндия — Норвегия | 12 — 1    |
| 19 февраля | Финляндия — Швеция   | 0 — 6     |
| 19 февраля | Швеция — США         | 8 — 0     |
| 20 февраля | Россия — США         | 9 — 1     |
| 20 февраля | Финляндия — Россия   | 3 — 4     |
| 20 февраля | Норвегия — США       | 5 — 1     |
| 20 февраля | Швеция — Норвегия    | 5 — 0     |

## Финальный турнир

### Полуфиналы
| Дата       | Участники матча    | Результат |
| ---------- | ------------------ | --------- |
| 21 февраля | Финляндия — Россия | 5 — 6     |
| 21 февраля | Швеция — Норвегия  | 17 — 0    |

### Матч за 3-е место
| Дата       | Участники матча      | Результат |
| ---------- | -------------------- | --------- |
| 22 февраля | Финляндия — Норвегия | 8 — 1     |

### Финал
| Дата       | Участники матча | Результат |
| ---------- | --------------- | --------- |
| 22 февраля | Швеция — Россия | 7 — 0     |

## Итоговая таблица чемпионата
|    | Команда   | И | ГЗ | ГП | Очки |
| -- | --------- | - | -- | -- | ---- |
|    | Швеция    | 6 | 52 | 0  | 12   |
|    | Россия    | 6 | 28 | 26 | 8    |
|    | Финляндия | 6 | 37 | 18 | 6    |
| 4. | Норвегия  | 6 | 7  | 52 | 2    |
| 5. | США       | 5 | 3  | 31 | 0    |